# Isotropis drummondii
Isotropis drummondii är en ärtväxtart som beskrevs av Meissner. Isotropis drummondii ingår i släktet Isotropis och familjen ärtväxter. Inga underarter finns listade i Catalogue of Life.